# Marmul (Oman)
Marmul (arabisch مرمول, DMG Marmūl) ist eine Stadt mit 287 Einwohnern (Stand: Zensus von 2020) im Sultanat Oman. Sie liegt im Gebiet der Wilaya Schalim und Hallaniyyat-Inseln innerhalb des Gouvernements Dhofar. Im Nordwesten wird diese von der Route 39 gestreift. Im Jahr 2010 hatte die Stadt nach Zensus ursprünglich eine Einwohnerzahl von 2164, diese Zahl hat sich in den darauf vergangenen zehn Jahren allerdings annähernd um den Faktor zehn reduziert. Im Südwesten grenzt die Stadt zudem an den Flughafen Marmul, welcher hauptsächlich Flüge für das staatliche Unternehmen Petroleum Development Oman bedient.

## Bevölkerung

### Einwohner
| Jahr      | 2003  | 2010  | 2020 |
| --------- | ----- | ----- | ---- |
| Einwohner | 1.080 | 2.164 | 287  |